# Депортация акадийцев
Депортация акадийцев (среди депортируемых акадийцев известная под именем фр. Le Grand Dérangement «Великий переполох»; среди депортирующих британцев и американцев — под названиями англ. Great Upheaval; Acadian Expulsion; The Deportation — «Великая Депортация») — массовая депортация французских поселенцев из атлантических провинций Канады, повлёкшая смерть тысяч переселенцев, проведённая британцами во 2-й половине XVIII века.

## История
Утрехтский мирный договор (1713) передал некогда французскую Акадию (совр. Новая Шотландия) Великобритании вместе с 1,5-тысячным франкоязычным населением данной колонии. Хотя переселенческая колонизация Франции всегда была крайне слабо организована, а количество колонистов исчислялось десятками, рождаемость в среде тех немногочисленных прибывших французских переселенцев и их потомков была на треть выше, чем в самой Франции, а также в Англии и в её англоязычных колониях. Кроме того, франко-акадийцы жили менее скученно, и смертность от инфекционных заболеваний в их среде была низкой, поэтому за 40 лет в составе Великобритании их число увеличилось с 1,5 до около 15 тысяч человек, что вызвало тревогу у англо-американских властей, которые к тому же сомневались в лояльности франкофонов английской короне.

## Ход событий
Депортация затронула франкоязычных жителей бывших французских территорий (Акадия и Новая Шотландия) в Атлантической Канаде. С 1755 по 1763 по приказу британского губернатора Чарльза Лоренса было депортировано свыше 11 000 человек, более половины из которых погибло в трюмах кораблей, перевозивших их в тюрьмы британской колонии на территории нынешних США. Около 3 000 франко-акадцев нашли убежище у берегов Франции на острове Бель-Иль.
Часть из них переместилась на территорию Луизианы, где их, католиков, приветствовала испанская администрация и французское население. Позднее с их непосредственным участием на территории южной Луизианы сформировалась особая этнокультурная группа — каджуны (искаж. от фр. Cadiens).
Многие также бежали в глухие и заболоченные северные регионы современной провинции Нью-Брансуик, где в настоящее время проживает более 200 тысяч их потомков, по-прежнему говорящих на французском языке.
Имущество акадийцев было сожжено или передано во владение лоялистам, американским, британским и немецким колонистам.
Сопротивляясь колонизации, акадийцы организовали партизанское движение под предводительством Жозе Бруссара, именуемое «Восход» (Босолей). В 1785 году они основали город Эдмундстон в верхнем течении реки Сент-Джон. В настоящее время это самый крупный полностью франкоязычный город Америки за пределами провинции Квебек.
В 1922 году был создан мемориальный парк Гран-Пре.